# Il nido dei calabroni
Il nido dei calabroni (Hornet's Nest) è un film televisivo del 2012 diretto da Millicent Shelton

## Trama
A Charlotte, nella Carolina del Nord, le indagini del trio formato da Andy Brazil, giovane reporter del The Charlotte Observer e collaboratore della polizia, dalla detective Judy Hammer e dal capo della polizia Virginia West.

## Produzione
Il film è tratto dal romanzo omonimo di Patricia Cornwell, pubblicato per la prima volta nel 1996 dalla G. P. Putnam's Sons (in Italia nel 1997 da Mondadori).
È il primo dei tre romanzi sulle avventure del duo Brazil-Hammer: sono seguiti Southern Cross (1998) e Isle of Dogs (2001).
Le riprese sono stare realizzate nella Carolina del Nord, presso Castle Hayne e Wilmington.

## Distribuzione
La prima messa in onda è stata il 31 marzo 2012 sulla rete statunitense TNT (Turner Network Television).
In Italia è stato trasmesso per la prima volta il 18 novembre 2019 su Canale 5.

## Errori e inesattezze
Nel film compaiono molte inesattezze tecniche riguardanti le forze dell'ordine, inverosimili soprattutto per un'agenzia di polizia metropolitana:
- nessun agente potrebbe mai passare da ufficiale a vicecapo in un solo anno, e senza passare per i gradi intermedi di sergente, tenente, capitano e maggiore;
- gli agenti non spengono mai le loro auto con le luci accese, come fatto più volte da Virginia West (questo e l'attrezzatura di emergenza inserita causerebbe lo scarico della batteria);
- un capo della polizia non rimprovera mai un vicecapo senza una vera accusa supportata;
- i detective nelle grandi città, ed in particolare quelli di alto in grado, non svolgono maa funzioni di pattugliamento come mostrato nel film;
- gli ufficiali non usano mai i loro nomi nelle chiamate radio, ma utilizzano numeri di identificazione;
- infine l'incidente del SUV come mostrato non è verosimile, avrebbe dovuto scontrarsi con altri oggetti senza capovolgersi; inoltre nella scena procede ad una velocità molto inferiore a quella dichiarata dall'ufficiale di polizia, 60 miglia orari, e non compaiono segni di frenata.